# Koen Lenaerts
Koen Lenaerts (Mortsel, 20 de dezembro de 1954) é um jurista belga, presidente do Tribunal de Justiça da União Europeia. Também é professor de Direito Europeu na Universidade Católica de Lovaina.
Lenaerts é juiz do Tribunal de Justiça da União Europeia desde 7 de outubro de 2003. Em 2012, foi nomeado vice-presidente do tribunal e, em outubro de 2015, assumiu a presidência da instituição, sendo reeleito em 2018 e 2021. Como presidente, é responsável por distribuir os processos entre os juízes, presidir a Grande Câmara — composta por 15 juízes que analisam os casos mais relevantes — e representar publicamente o tribunal.